# 엘리스 메르텐스

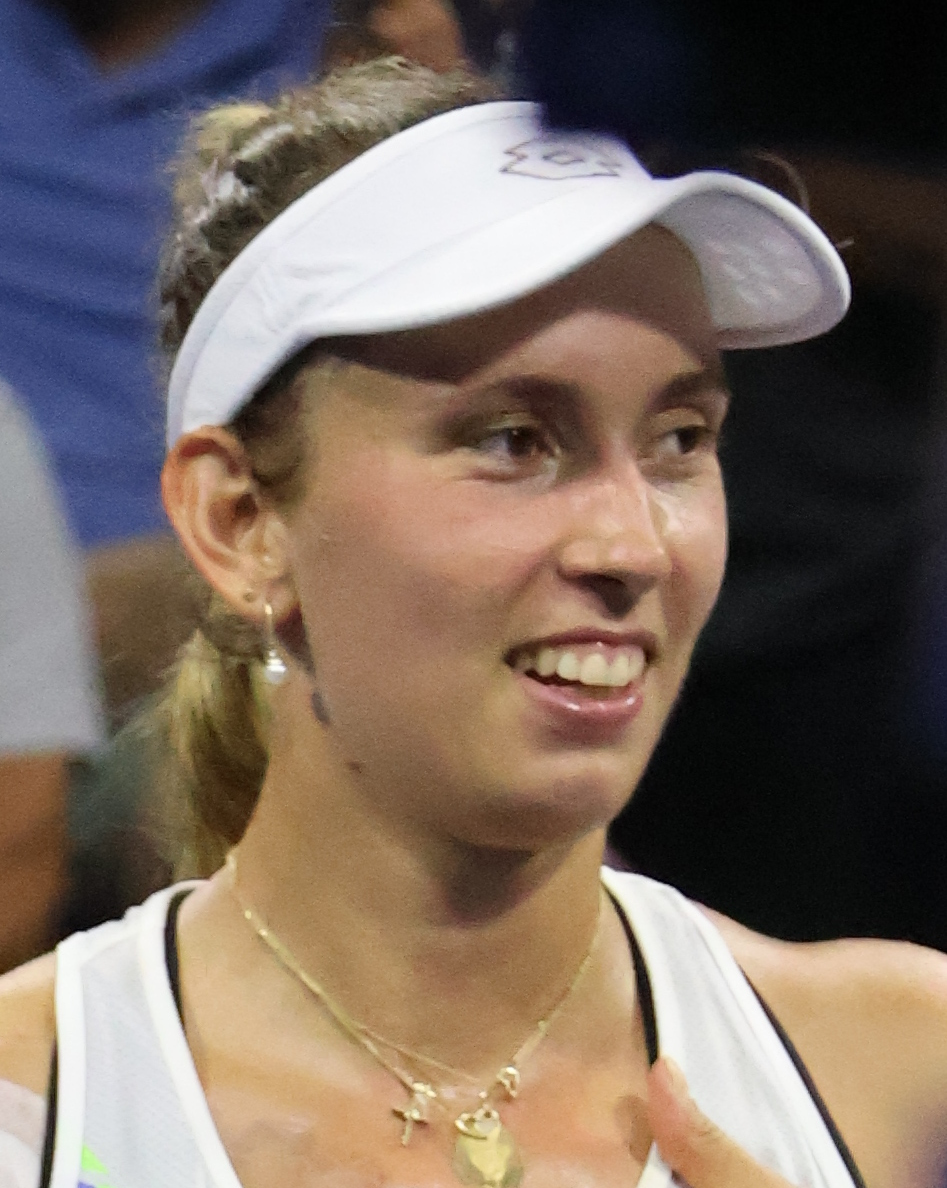

엘리스 메르텐스(Elise Mertens, 네덜란드어 발음: [ˈmɛrtəns], 1995년 11월 17일 ~ )는 벨기에의 프로 테니스 선수이다. 2021년 5월 10일에 세계 1위에 올랐으며, 이는 킴 클레이스터르스와 쥐스틴 에냉에 이어 단식 또는 복식 부문에서 1위를 차지한 세 번째 벨기에인이다. 메르텐스는 2019년 US 오픈과 2021년 호주 오픈에서 아리나 사발렌카와 함께 우승했고, 셰수웨이와 함께 2021년 윔블던 챔피언십과 2024년 호주 오픈에서 우승하는 등 복식 부문에서 4차례 메이저 챔피언이다. 또한 장솨이와 함께 2022 윔블던 챔피언십에서, 스톰 헌터와 함께 2023 윔블던 챔피언십에서 준우승을 차지했다.
메르텐스는 베로니카 쿠데르메토바와 함께한 2022 WTA 결승전을 포함하여 21개의 복식 타이틀을 획득했고, WTA 1000 레벨에서 6번 우승했으며, 셰수웨이와 함께 2021 WTA 결승전에서 준우승을 차지했다.
메르텐스는 성공적인 단식 선수이기도 하며 2018 오스트레일리아 오픈에서 첫 번째 메이저 준결승에 올랐고 2019년과 2020년에 두 차례 US 오픈 8강에 진출했다. 메르텐스는 2018년 11월 자신의 통산 최고 단식 랭킹 세계 12위를 달성했으며, WTA 500 레벨 2개를 포함해 8개의 WTA 투어 타이틀을 획득했다. 그녀는 2017년부터 빌리 진 킹 컵에서 벨기에를 대표해 왔으며, 2020년 도쿄 올림픽 단식과 복식 모두에 출전했다.